# Daxton Hill
Daxton Hill (Tulsa, 29 settembre 2000) è un giocatore di football americano statunitense che milita nel ruolo di safety per i Cincinnati Bengals della National Football League (NFL).

## Carriera universitaria
Nella sua prima stagione a Michigan nel 2019, Hill disputò 13 partite, di cui 3 come titolare, mettendo a segno 36 tackle e un intercetto. L’anno seguente partì come titolare in sei partite, totalizzando 46 placcaggi e un intercetto. Nel 2021 divenne stabilmente titolare, venendo inserito nella formazione ideale della Big Ten Conference. Il 6 gennaio 2022 annunciò la sua intenzione di passare tra i professionisti.

## Carriera professionistica
Hill fu scelto come 31º assoluto nel Draft NFL 2022 dai Cincinnati Bengals. Debuttò come professionista subentrando nella gara del primo turno contro i Pittsburgh Steelers. La sua stagione da rookie si concluse con 16 tackle in 15 presenze, 2 delle quali come titolare.

## Vita privata
È il fratello di Justice Hill dei Baltimore Ravens.